# Premi Jorge Wagensberg
El Premi Jorge Wagensberg distingeix, des de l'any 2018, la millor tesi doctoral en l'àrea de la ciència dels sistemes complexos defensada a Catalunya en el període anual corresponent. El premi es lliura l'any següent al de la defensa de la tesi.
El guardó ret homenatge a Jorge Wagensberg, professor, investigador i divulgador de la ciència dels sistemes complexos, i és atorgat per l'Associació Catalana per a l'Estudi dels Sistemes Complexos.

## Llista de guanyadors[2]
| Any     | Nom                    | Universitat | Tesi doctoral | Data de defensa i director tesi           |
| ------- | ---------------------- | ----------- | --- | ----------------------------------------- |
| 2023    | Blai Vidiella Rocamora | CSL-IBE_UPF | Terraforming Earth's Ecosystems: Engineering ecosystems to avoid anthropogenic tipping points                                           | 10/03/2022 R.Solé / J.Sardanyés / N.Conde |
| 2021-22 | Maria J. Palazzi       | CoSIN3_UOC  | Structural and dynamical interdependencies in complex networks at meso- and macroscale: nestedness, modularity, and in-block nestedness | 15/12/2020 A.Solé / J.Borge               |
| 2020    | Leticia Galera-Laporta | DCEX_UPF    | Dynamical aspects of the regulation of bacterial proliferation                                                                          | 08/02/2019 Jordi García Ojalvo            |
| 2019    | Ricard Alert Zenon     | UBICS_UB    | Forces and flows in cells and tissues. Blebs, active gels and collective cell migration                                                 | 12/01/2018 Jaume Casademunt               |